# Oasi di Sant'Alessio
L'Oasi di Sant'Alessio è un'area naturale protetta situata a Sant'Alessio con Vialone in provincia di Pavia. L'ingresso è situato nel centro del paese, di fronte alla chiesa parrocchiale, e corrisponde all'accesso del Castello di Sant'Alessio. L'oasi, fondata da Harry ed Antonia Salamon nel 1973, racchiude una grande varietà di flora e fauna, ed è sorta di fianco ad una garzaia che si trova all'interno della proprietà. Nell'oasi si possono perciò osservare sia animali liberi, quali ardeidi, corvidi, passeriformi, sia animali mantenuti in cattività in habitat e voliere.

## Storia
L’Oasi di Sant'Alessio nacque nel 1973, quando Antonia e Harry Salamon acquistarono il castello di Sant’Alessio e i terreni circostanti, con l'intento di creare un allevamento di specie in pericolo, per ripopolarne la natura. Nel 1977, venne costruito un allevamento per falchi pellegrini, ancora esistente, rimasto per oltre vent’anni la più importante struttura del genere in Europa. Venne, inoltre, creata una colonia di cavalieri d’Italia, con esemplari importati dalla Tunisia, arrivando, nel 1984, ad allevarne e liberarne 127. Dall’allevamento di Bucci, a Faenza, ottennero le prime cicogne bianche, che già nel 1977 un gruppo di sei fu reintrodotto in natura, quindici anni prima di ogni altro tentativo italiano. Le sei furono poi seguite da altre 500 o più. Nel 1983, Roberto Gatti, Assessore all’Ambiente della Provincia di Pavia, circondò l'area da 100 ettari di fascia protetta, destinati a diventare 300, ma che in seguito vennero ridotti a 30. In seguito, tramite accordi, questi allevamenti avrebbero donato Lipu gli esemplari allevati, che avrebbe provveduto alla reintroduzione in natura nelle loro oasi.
Nel 1993, a seguito della situazione economica dell'epoca, Antonia e Harry Salamon decisero di trasformare l’Oasi in un servizio, aprendola al pubblico, creando nuove voliere e spazi, per persone e animali. L’apertura alle visite rese opportuno ampliare la collezione di specie ospitate pur mantenendo il loro obbiettivo iniziale di allevamento e ripopolamento delle specie avicole italiane, come la spatola, il mignattaio, lo scoiattolo rosso europeo, l'upupa, il martin pescatore ed il tuffetto. Si lavorò anche su alcune specie tropicali, scegliendo quelle su cui si ritenne opportuno collaborare con le ricerche internazionali miranti alla tutela di quest'ultime. L'Oasi non si sarebbe solo limitata all'allevamento in cattività, ma anche alla ricerca sul mantenimento e le cure degli animali in cattività.

## L'Oasi
Nell'oasi è presente un'area dedicata alla fauna tropicale, con apposite ambientazioni in serra, acquari e terrari, e un'ampia area dedicata alla fauna italiana ed europea. Sono inoltre presenti alcune specie rare e a rischio di estinzione, e si favorisce la riproduzione di alcuni animali anche con l'ausilio di incubatrici: alcune di queste specie vengono poi reintrodotte in natura. È ad esempio presente una famiglia di bradipi didattili, che nel 2017 ha avuto un cucciolo.
Intorno all'oasi e all'interno di essa sono presenti anche coppie di cicogna nidificanti: infatti l'oasi dal 1977 ha favorito la riproduzione di questo uccello, che poi si è diffuso dapprima nei paesi limitrofi e poi sempre più lontano.

## Galleria d'immagini

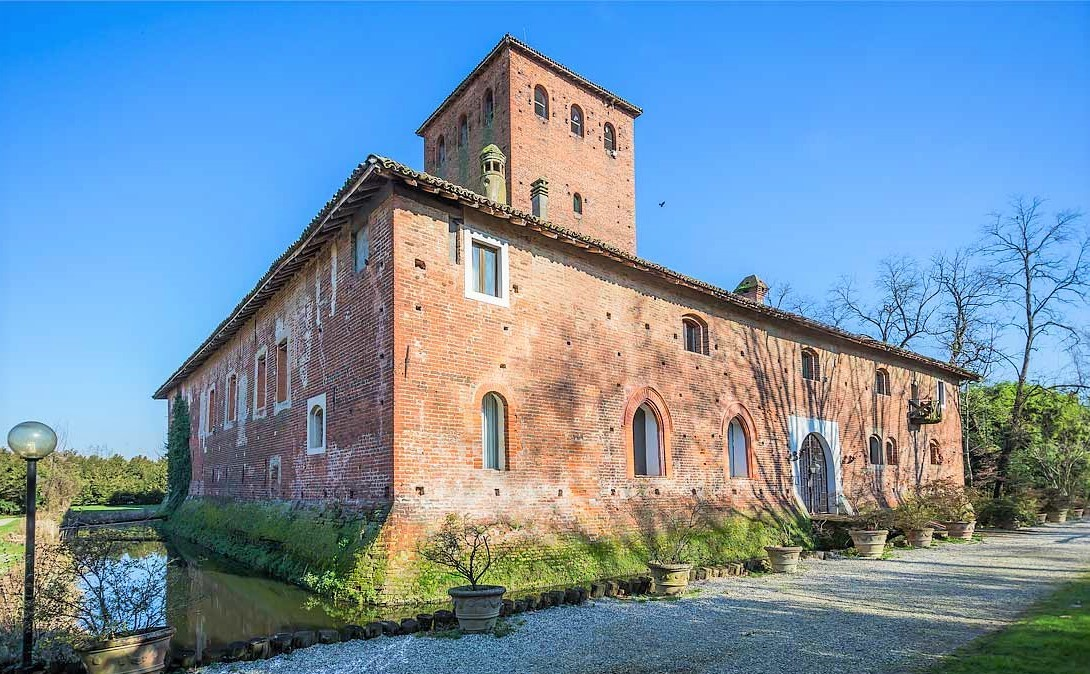
Il Castello di Sant'Alessio
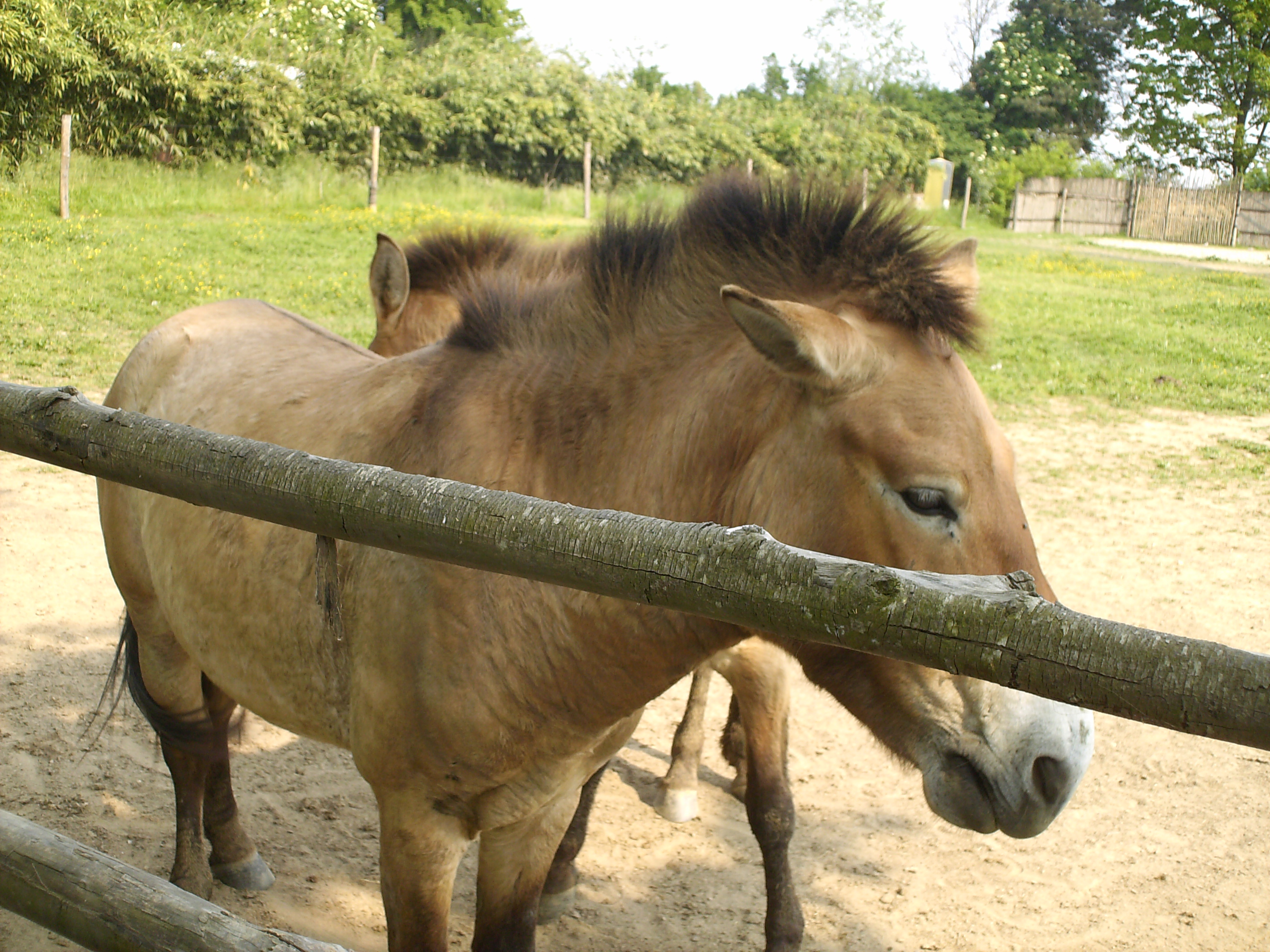
Due esemplari di Equus przewalskii presenti all'Oasi, una specie ormai estinta in natura
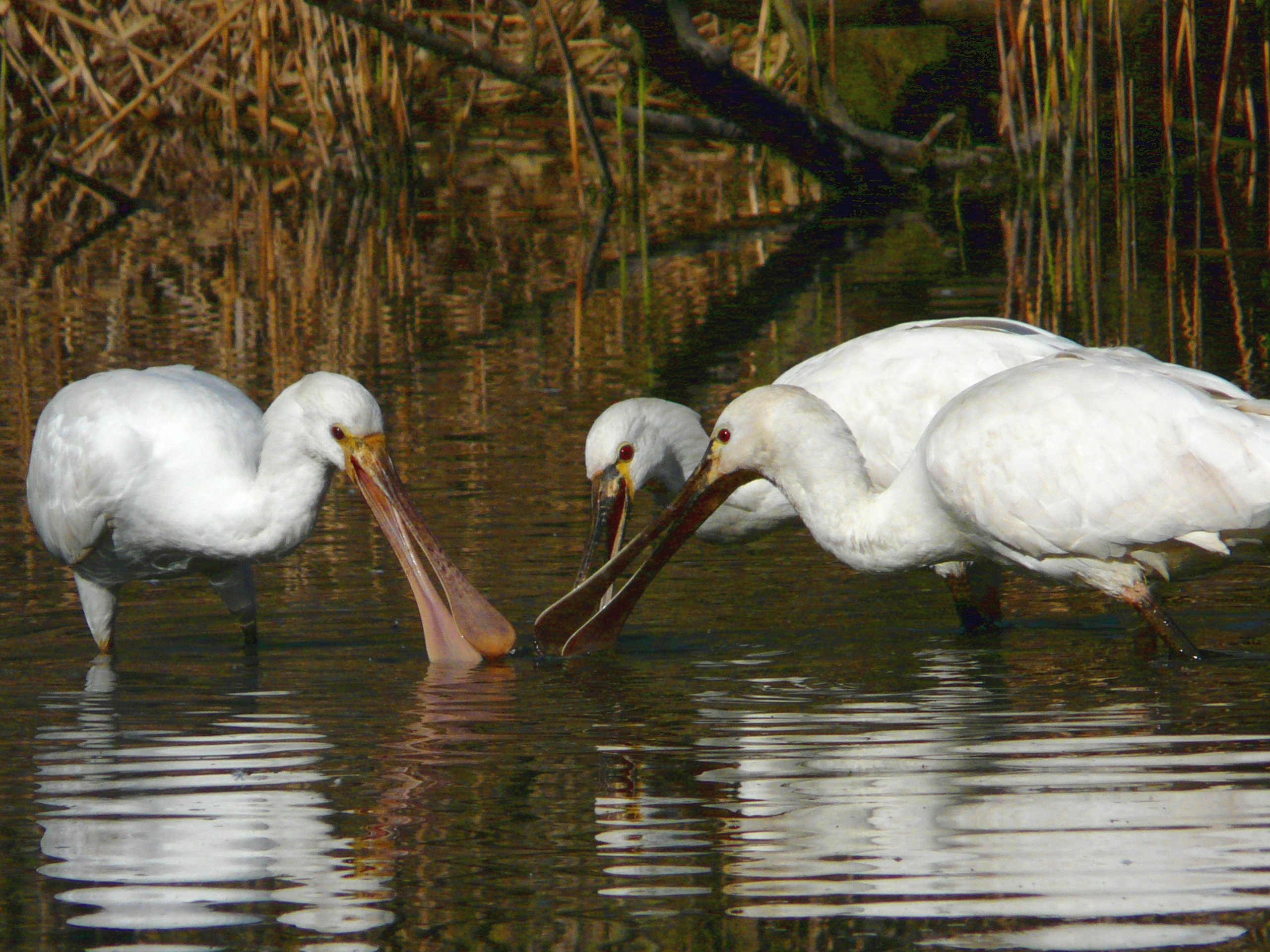
Tre spatole bianche (Platalea leucorodia) cacciano in uno stagno
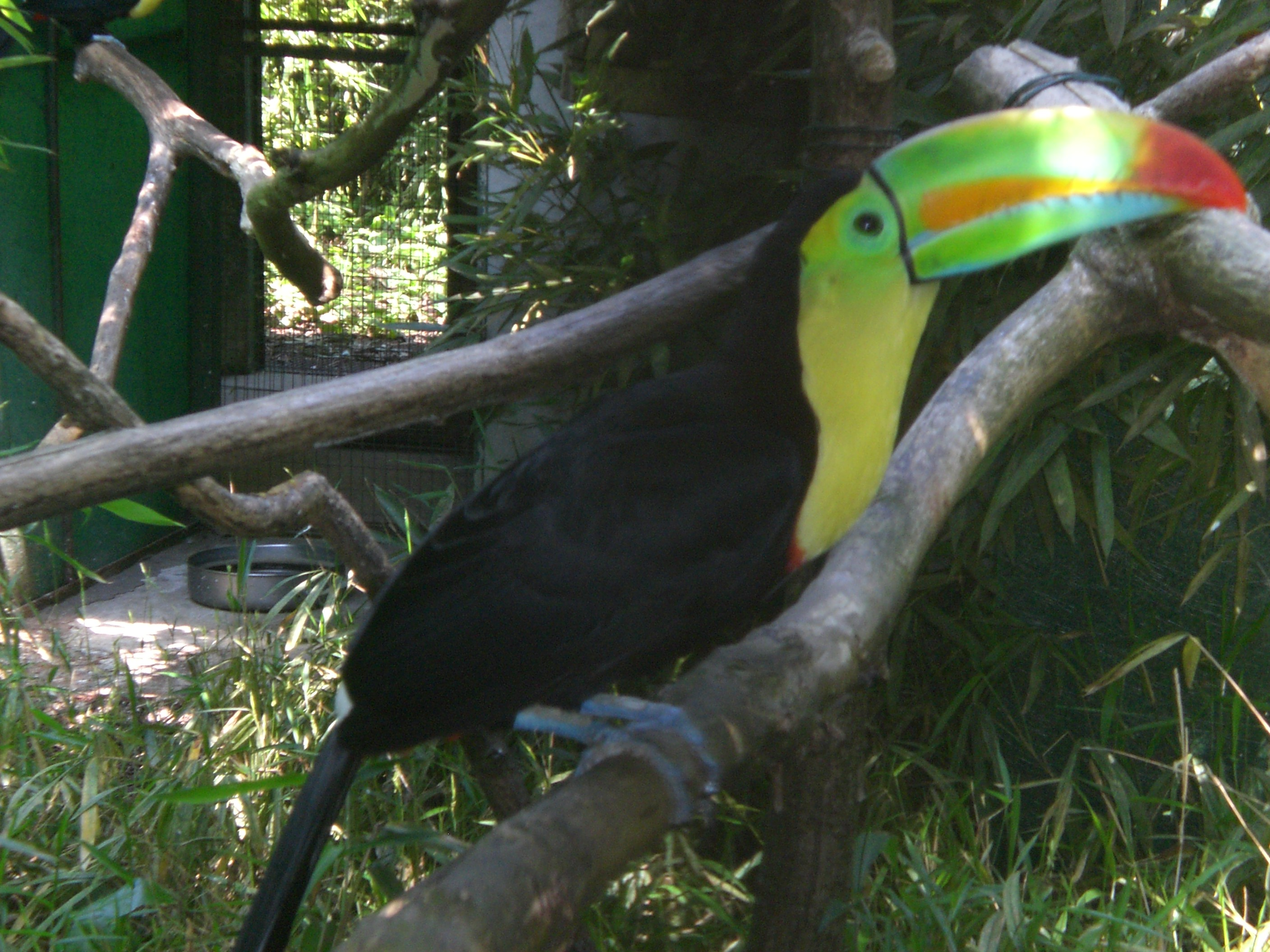
Un tucano
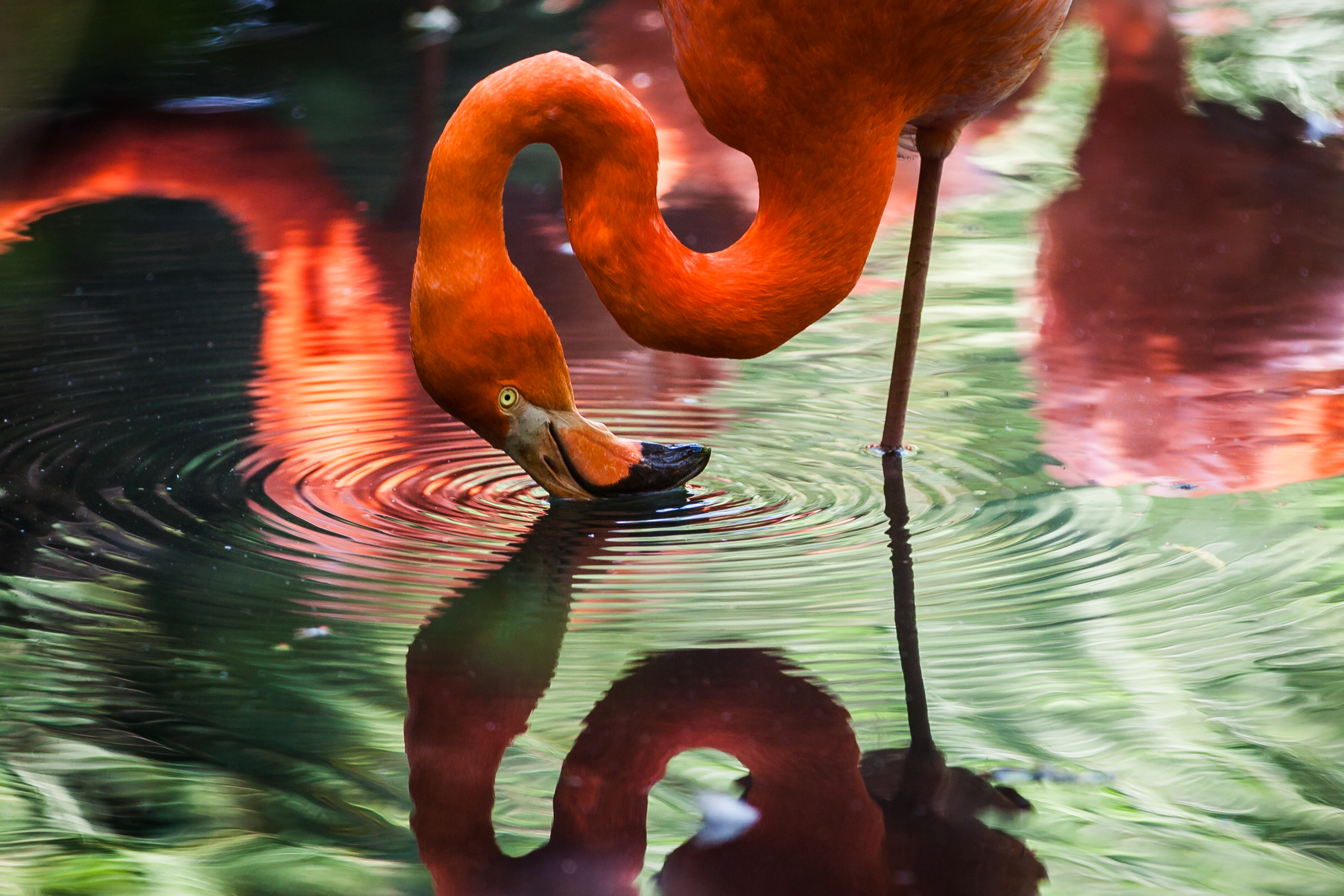
Fenicottero
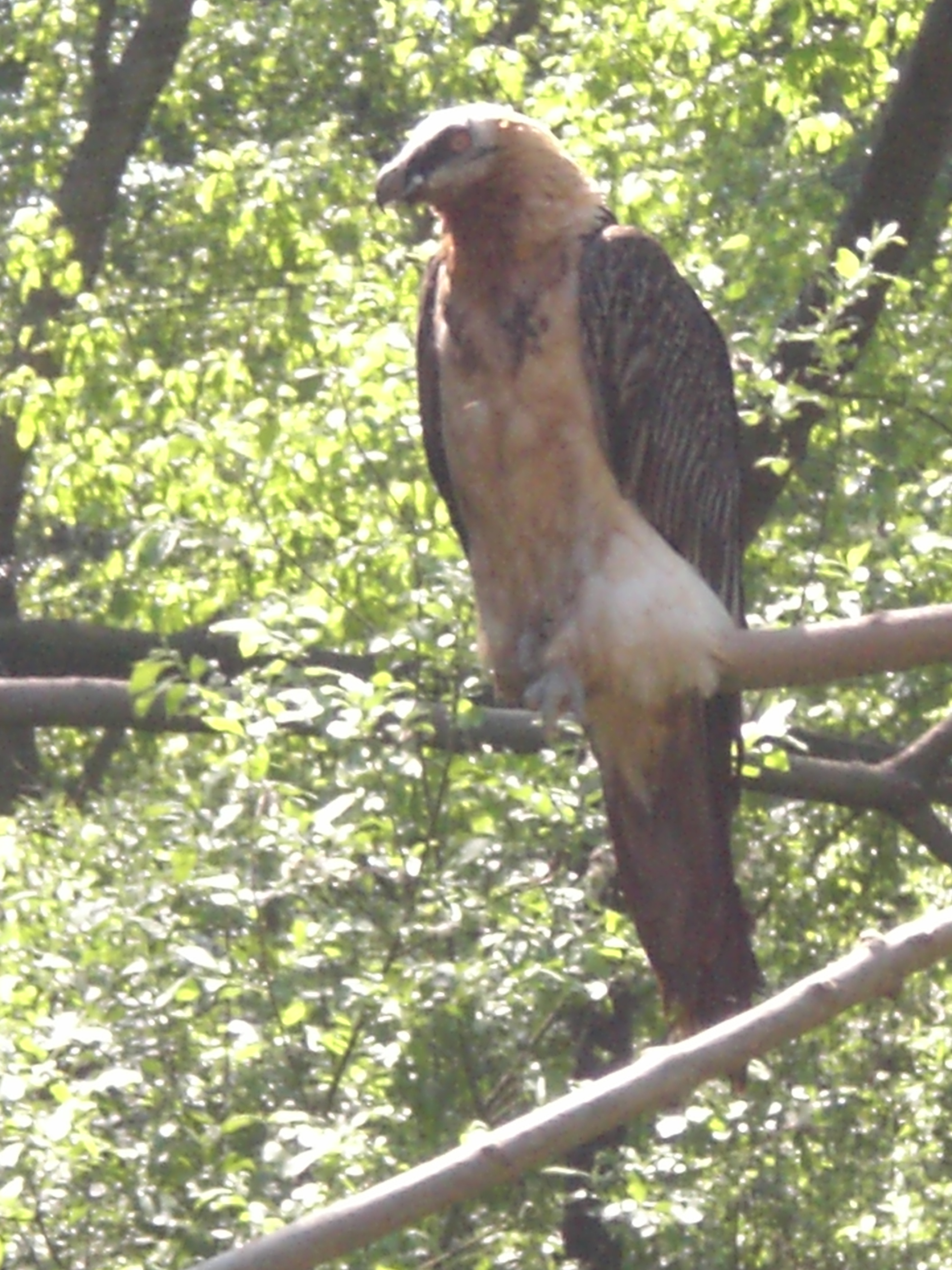
Avvoltoio barbuto (Gypaetus barbatus)
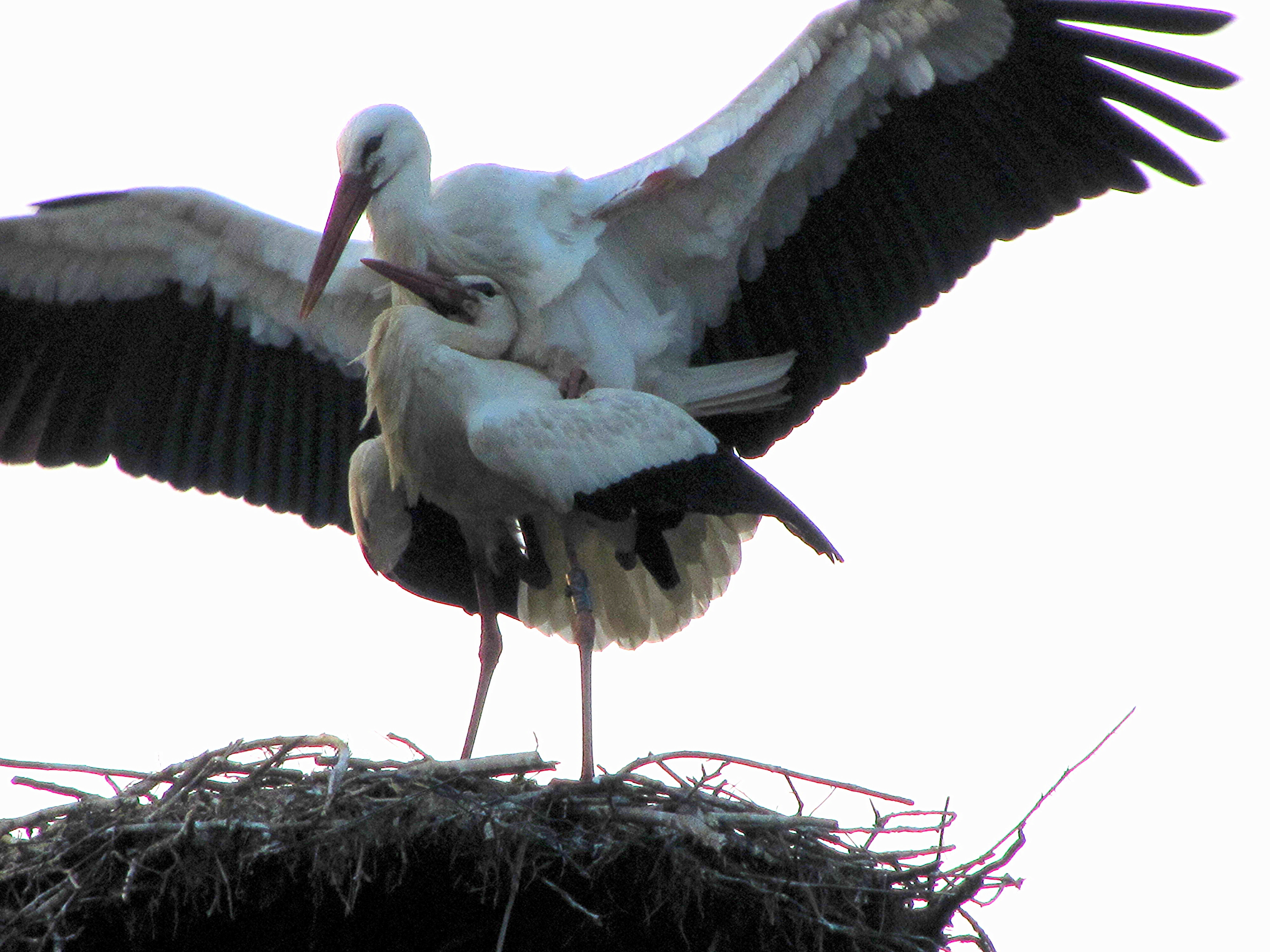
Cicogne (Ciconia ciconia)
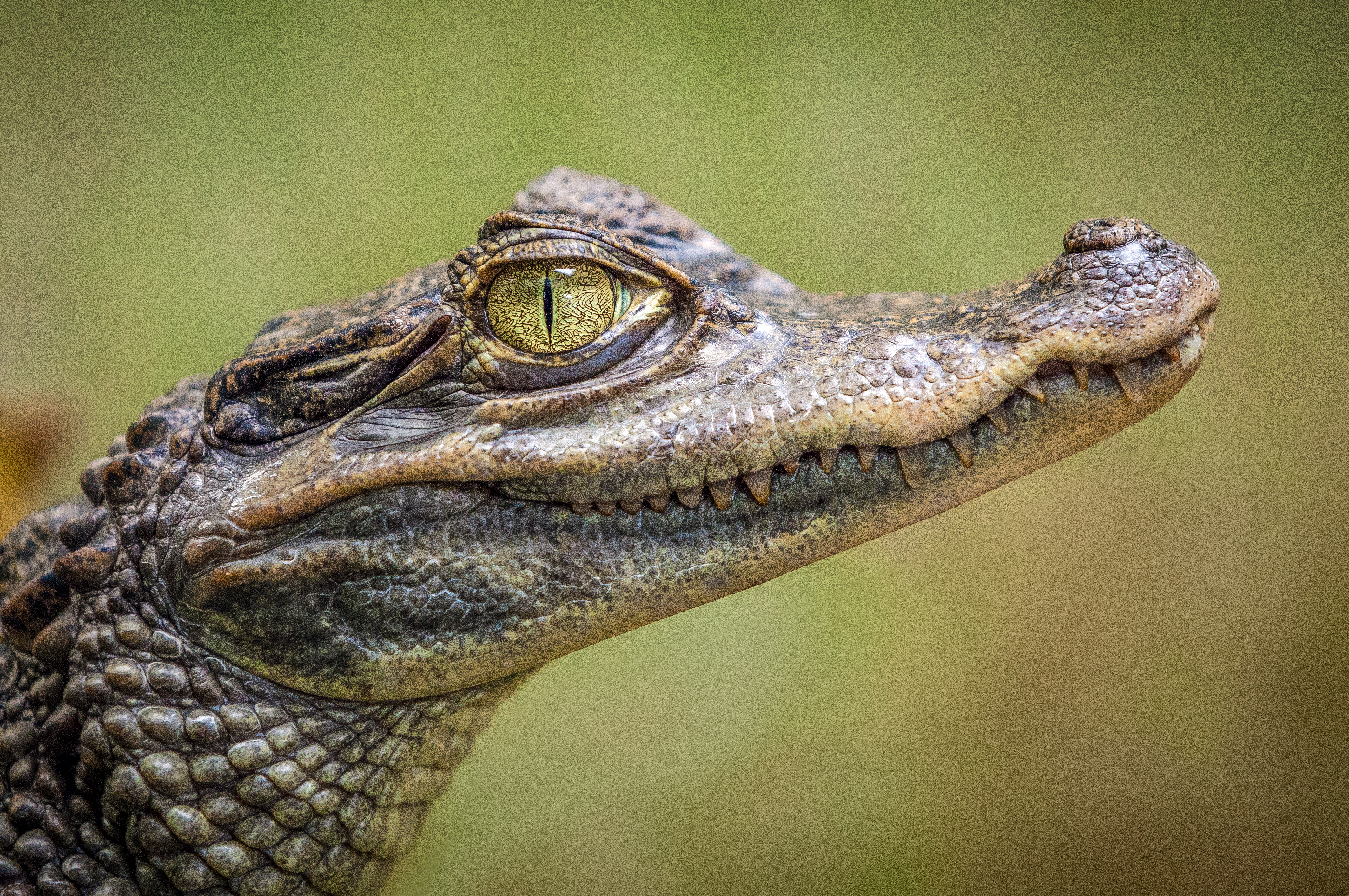
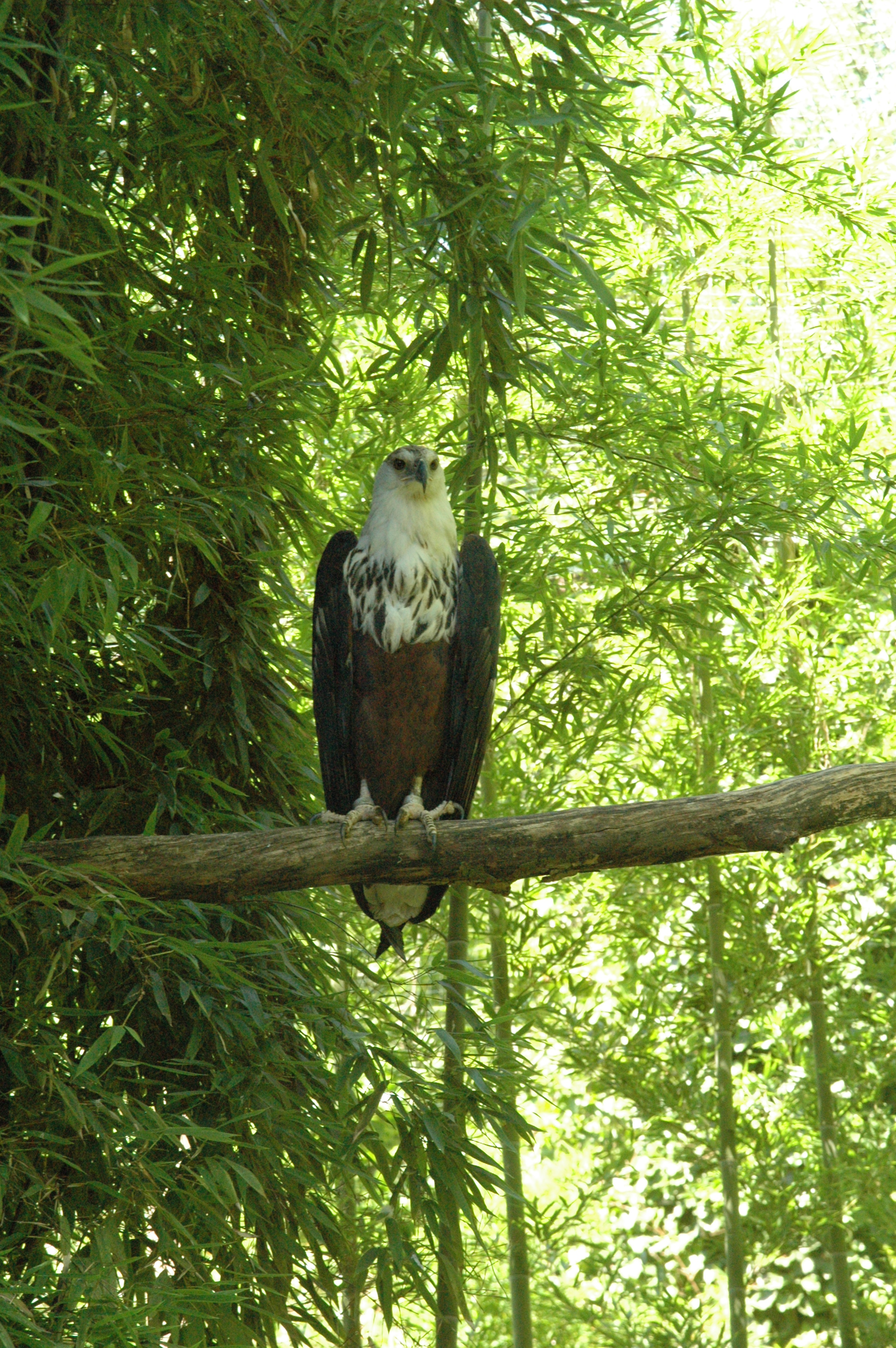